# کوین جی اکونر (هنرپیشه)
کوین جی اکونر (انگلیسی: Kevin J. O'Connor؛ زادهٔ ۱۵ نوامبر ۱۹۶۳) هنرپیشه اهل ایالات متحده آمریکا است. وی از سال ۱۹۷۹ میلادی تاکنون مشغول فعالیت بوده‌است.
از فیلم‌هایی که وی در آن نقش داشته‌است، می‌توان به مومیایی، ون هلسینگ، خون به پا خواهد شد، استاد، خدایان و هیولاها، پگی سو ازدواج کرد، قهرمان، رنگ شب، سرافیم فالز، ماگنولیاهای فولادی، تاکسی شیکاگو، تنگ ماهی، مرا بزن، نشانه‌های زندگی و چیره‌دستی اشاره کرد.